# Marché municipal de Nzeng-Ayong
Le Marché Municipal de Nzeng-Ayong est un marché du 6ème arrondissement de Libreville au Gabon,.

## Présentation
Le marché est situé au centre du quartier de Nzeng-Ayong à côté du grand stade de Nzeng-Ayong.
On y trouve bananes, taro, manioc, légumes et toutes sortes de marchandises, ainsi que des restaurants et entre-autres une agence pour les transferts d’argent.
Le marché de Nzeng-Ayong est très bondé de monde à partir de 18h, car il est aussi une plaque tournante pour de nombreuses lignes de transport en commun.
L'espace réservé au marché est trop réduit pour que tous les marchands y trouvent place. Il y a de nombreux vendeurs sur les trottoirs, situation que certains qualifient d'anarchiques et les tentatives d'intervention des autorités sont remises en cause par d'autres.